# Parexosoma
Parexosoma is een geslacht van kevers uit de familie bladkevers (Chrysomelidae).
De wetenschappelijke naam van het geslacht werd in 1932 gepubliceerd door Laboissiere.

## Soorten
- Parexosoma flaviventre (Baly, 1878)
- Parexosoma metallicum (Bryant, 1954)